# Ісідоро Фалькі
Ісідоро Фалькі (італ. Isidoro Falchi, 26 квітня 1838, Монтополі-ін-Валь-д'Арно, провінція Піза — 30 квітня 1914, там же) — італійський лікар та археолог-самоук. Відомий своїми археологічними дослідженнями в Тоскані, які в науковому світі вважаються видатним відкриттям культури етрусків.
Працею всього життя Фалькі, з 1880 року і до його смерті, стало знахідка та розкопки втраченого дванадцятого етруського міста Ветулонія під руїнами середньовічного італійського замку Колонна ді Буріано в провінції Гроссето. Він також у 1897—1903 заклав підґрунтя у археологічні розкопки етруського некрополя в Популоніі.

## Значення
До Фалькі археологія в Італії — це було переважно хобі місцевої аристократії. Тому відкриття Фалькі спочатку сприймалися скептично та з недовірою як серед чиновництва та в італійському суспільстві.
Відкриття Фалькі довіли, що етруски мали високу культуру, і що римська культура була не автохтонною (сама по собі), а у багатому перейняла культуру етрусків. Нині, завдяки відкриттям Фалькі, у науковому світі прийнята точка зору, що культура етрусків є одним з трьох «стовпів» Античності, поряд із стародавньо-грецькою та римською.
Історики науки часто називають Фалькі «італійським Шліманом» (відкривач Трої).

## Праці Фалькі (вибірково)
- Trattenimenti populari sulla storia della Maremma. Prato 1880.
- Ricerche di Vetulonia. Prato 1881.
- Vetulonia. In: Notizie degli Scavi di Antichità, 1887.
- Vetulonia e la sua necropoli antichissima. Florenz 1891.
- Nuovi scavi nella necropoli vetuloniese. In: Notizie degli Scavi di Antichità, 1892, S. 381.
- Vetulonia solennemente giudicata a Vetulonia. Florenz 1894.